# Clade X
Clade X ist die Bezeichnung des Wirkstoffs in einem danach benannten pandemischen Planspiel, das im Mai 2018 vom Center for Health Security der Johns-Hopkins-Universität in Baltimore durchgeführt wurde. Die Simulation führte zu der Annahme, dass in der simulierten Pandemie mit 900 Millionen Toten zu rechnen sei. Andere Quellen sprechen von 150 Millionen Toten.
Es war das vierte Planspiel von fünf dieser Art nach Dark Winter (2001), Atlantic Storm (2005) und SPARS Pandemic 2025–2028 (2017), gefolgt von Event 201 (2019).
Das Treffen hochrangiger Regierungsmitglieder und Kongressabgeordneter fand in einem Hotel in Washington statt, am 15. Mai 2018 von neun Uhr bis 17 Uhr im Mandarin Oriental Hotel, Washington, DC. Die Teilnehmer spielten zehn Regierungspolitiker, die Entscheidungen treffen mussten. Organisiert wurde das Planspiel von Tom Inglesby, der zugleich den Sicherheitsberater verkörperte.
Ziel war, Verantwortlichen ein tieferes Verständnis für die Herausforderungen einer wirklichen Weltkrise zu vermitteln.
Simuliert wurde eine Atemwegserkrankung durch ein Laborvirus. Merkmale waren nach Darstellung von Amy Maxmen und Jeff Tollefson in Nature:
- Reiseverbote
- Infizierte waren oft symptomlos.
- Medizinische Vorräte waren erschöpft.
- Krankenhäuser waren überfordert.
- Politische Erklärungen waren widersprüchlich, vor allem zwischen unterschiedlichen Ebenen.
- Erst nach mehr als zwanzig Monaten war ein Impfstoff verfügbar.

Die Empfehlungen waren
- Beschleunigung des Prozesses der Impfstoffproduktion
- Schaffung eines leistungsfähigen nationalen Gesundheitssystems

Jeremy Konyndyk vom Center for Global Development habe bemängelt, der Schwerpunkt würde häufig zu sehr auf Impfstoffe gelegt, statt auf die „komplexen, systemischen Mängel des Gesundheitssystems“.
Rollen und Darsteller
Simulierte Rollen waren mit ihren Darstellern:
- John Bellinger, Secretary of State
- Susan Brooks, Abgeordnete des Repräsentantenhauses
- Tom Daschle, Majority leader im Senat
- Julie Gerberding, Direktorin am Center for Disease Control
- Jamie Gorelick, Staatsanwältin
- Margaret Hamburg, Gesundheitsministerin
- Tara O’Toole, Ministerin für Heimatschutz
- Jeff Smith, Direktor der CIA
- Jim Talent, Verteidigungsminister

Die Ergebnisse der Simulation wurden folgenden Einrichtungen vorgestellt:
- Aspen Institute (29. November 2018)
- Johns Hopkins Bloomberg School of Public Health (31. November 2018)
- Center for Strategic and International Studies (2. Oktober 2018)
- US Centers for Disease Control and Prevention (17. September 2018)
- International Conference on Emerging Infectious Diseases (28. August 2018)
- Biological Weapons Convention (15. August 2018)
- Kongresspersonal (17. Juli 2018)